# سن-اونوره-دو-تمیسکوواتا، کبک
سن-اونوره-دو-تمیسکوواتا (به فرانسوی: Saint-Honoré-de-Témiscouata) شهری در منطقه شهری تمیسکوواتا ناحیه با-سن-لوران در استان کبک کانادا است. در سرشماری سال ۲۰۱۱ این شهر ۷۹۷ نفر جمعیت داشته‌است و مساحت آن ۲۵۱٫۵۸ کیلومتر مربع است.